# ISO 639
ISO 639 je mednarodni standard, ki določa dvo- in tročrkovne kode imen jezikov.
Standard ISO 639 je razdeljen na tri dele:
- ISO 639-1:2002 Codes for the representation of names of languages - Part 1: Alpha-2 code (dvočrkovne kode)
- ISO 639-2:1998 Codes for the representation of names of languages - Part 2: Alpha-3 code (tročrkovne kode)
- ISO 639-3:2007 Codes for the representation of names of languages - Part 3: Alpha-3 code for comprehensive coverage of languages (tročrkovne kode)

Za slovenščino sta s standardom ISO 639 določeni dvočrkovna kratica »sl« in tročrkovna kratica »slv«.